# NGC 3471
NGC 3471 este o galaxie spirală situată în constelația Ursa Mare. A fost descoperită în 28 noiembrie 1801 de către William Herschel. Se află la o distanță de 19,41 megaparseci de Pământ.